# Safari (webový prohlížeč)

Safari Logo

Safari je webový prohlížeč vyvíjený společností Apple Inc., který je součástí iOS a macOS. První veřejná betaverze byla vydána 7. ledna 2003 a finální verze (1.0) byla uvolněna 23. června 2003 zprvu k volnému stažení, ale později i jako součást Mac OS X 10.3. Verze pro Windows byla představena v roce 2007 a už byla zrušena. Dle měření TheCounter.com z května 2007 mělo Safari tržní podíl 2,86 %, podle NetApplications.com mělo v září 2007 tržní podíl 5,08 % a v dubnu 2009 již 8,21 %.
Apple použil vzdáleně aktualizovanou černou listinu plug-inů, aby zabránil spuštění potenciálně nebezpečných nebo zranitelných pluginů v Safari. V soutěži Pwn2Own na bezpečnostní konferenci CanSecWest v roce 2008 Safari způsobilo, že Mac OS X se stal prvním OS, který propadl v soutěži hackerů. Dostalo se mu kritiky za svůj přístup k distribuci softwaru a za dřívější omezení blokování reklam. Program Safari Developer Program, který členům udělil privilegium vyvíjet rozšíření pro prohlížeč, byl k dispozici za 99 USD ročně. V září 2021 byl po Google Chrome druhým nejpoužívanějším webovým prohlížečem s přibližně 18,43 % podílu na celosvětovém trhu a 38,88 % v USA.

## Historie
Do roku 1997 byly počítače Apple Macintosh dodávány pouze s prohlížečem Netscape Navigator. Na základě dohody mezi Apple a společností Microsoft byl následovně pět let vložen jako výchozí prohlížeč Microsoft Internet Explorer pro Mac, i když se Netscape Navigator nepřestal dodávat. Microsoft uvolnil pět hlavních verzí Internet Exploreru pro Mac. Poslední byla vydána 27. března 2000 ve verzi 5.1.7 pro Mac OS 8.x a 9.x, a ve verzi 5.2.3 pro Mac OS X.
7. ledna 2003 Steve Jobs oznámil, že Apple vyvíjelo svůj vlastní webový prohlížeč nazvaný Safari. Týž den byla uvolněna první veřejná betaverze, která byla následována několika oficiálními a neoficiálními betaverzemi až do 23. června 2003, kdy byla uvolněna verze 1.0. V počátku byla k dispozici samostatně ke stažení, ale 24. října 2003 byla uvolněna jako výchozí prohlížeč v Mac OS X 10.3. K dispozici v něm byl též Internet Explorer pro Mac, ale pouze jako alternativní prohlížeč. Počínaje Mac OS X 10.4, který byl uvolněn 29. srpna 2005, je Safari jediný webový prohlížeč dodávaný se systémem.
Safari používá pro vykreslování webových stránek a běh JavaScriptu renderovací jádro WebKit. To se skládá z WebCore (engine založený na renderovacím enginu KHTML z prohlížeče Konqueror) a JavaScriptCore (založeného na JavaScript enginu kjs z KDE). Obdobně jako KHTML a kjs je WebCore a JavaScriptCore volně k dispozici jako svobodný software uvolněný pod licencí LGPL.
V červnu 2005 po kritice ze strany vývojářů KHTML, kteří si stěžovali na nedostatečný přístup ke změnám prováděným ve WebKitu, Apple přesunul zdrojový kód a systém na správu chyb na OpenDarwin.org. WebKit jako takový byl též uvolněn pod svobodnou licencí. Zdrojové kódy samotného prohlížeče (tj. vše vyjma renderovacího jádra) zůstaly proprietární.
Verze 2.0 prohlížeče Safari byla uvolněna 29. dubna 2005 pro Mac OS X 10.4 (Tiger) a novější. Mezi novinky se řadila zabudovaná čtečka dokumentů RSS a Atom, vyhledávání v záložkách či výrazné zrychlení prohlížeče oproti verzi 1.2.4.
V dubnu 2005 Dave Hyatt, jeden z vývojářů Safari, uveřejnil informace o postupu při opravování chyb v Safari, které se objevily v souvislosti s populárním testem Acid2. 27. dubna 2005 oznámil, že vývojová verze Safari nyní projde testem, což jej učinilo prvním prohlížečem, který tímto testem prošel. Tyto chyby pak opravovala verze 2.0.2, která byla uvolněna 31. října 2005.
9. ledna 2007 Steve Jobs veřejně představil mobilní telefon iPhone, který prohlížeč Safari obsahuje. V roce 2007 na Worldwide Developers Conference Steve Jobs oznámil dostupnost první veřejné betaverze Safari 3 pro Windows XP a Vista. Tato betaverze pracuje korektně s Google Docs či formátováním zpráv ve službě Gmail, což bylo v předchozích verzích Safari nemožné. První verze pro Windows obsahovala řadu známých chyb včetně několika bezpečnostních. Ty byly z velké části opraveny verzemi 3.0.1 Beta a 3.0.2 Beta.
Finální verze Safari 4 byla vydána 10. června 2009 při příležitosti zahájení konference WWDC. Byla vylepšena rychlost načítání webových stránek, především při zpracovávání JavaScriptu. Tato verze přinesla grafické zobrazení nejnavštěvovanějších stránek (Top Sites) a možnost grafického prohlížení historie. Verze pro Windows převzala vzhled tohoto systému, zatímco dřívější verze připomínala spíše vzhled aplikací v macOS. Nejvíce kritizovanou změnou bylo zřejmě odstranění ukazatele stavu načítání stránky. Safari 4 projde testem Acid3.
Poslední dostupné Safari pro Windows je ve verzi 5.1.7 z května 2012, vývoj pro tuto platformu byl již ukončen. Primárním důvodem vydávání Windows verze Safari nebylo získat podíl na trhu prohlížečů, ale umožnit vývojářům v prvních letech po představení iPhonu (2007-2012) optimalizovat webové aplikace, a to aniž by vývojáři museli vlastnit počítač s Mac OS X.

## Přehled verzí
| Verze Safari | Verze WebKitu | Nejnižší nutná verze macOS | Datum vydání       |
| ------------ | ------------- | -------------------------- | ------------------ |
| 0.8          | 48            | 10.2                       | 7. ledna 2003      |
| 0.9          | 73            | 10.2                       | 14. dubna 2003     |
| 1.0          | 85            | 10.2                       | 23. června 2003    |
| 1.1          | 100           | 10.3                       | 24. října 2003     |
| 1.2          | 125           | 10.3                       | 2. února,2004      |
| 1.3          | 312           | 10.3                       | 15. dubna,2005     |
| 2.0          | 412           | 10.4                       | 29. dubna 2005     |
| 3.0 Beta     | 522.11        | 10.4                       | 11. června 2007    |
| 3.0.2 Beta   | 522.12        | 10.4                       | 22. června 2007    |
| 3.0.3 Beta   | 522.12.1      | 10.4                       | 31. července 2007  |
| 3.0.4        | 523.10        | 10.4                       | 26. října 2007     |
| 3.1          | 525.13        | 10.4                       | 18. března 2008    |
| 3.2          | 525.26        | 10.4                       | 13. listopadu 2008 |
| 4.0 Beta     | 528.16        | 10.4                       | 24. února 2009     |
| 4.0          | 530.17        | 10.4                       | 8. června 2009     |
| 5.0          |               |                            | 7. června 2010     |
| 6.0          |               |                            | 25. července 2012  |
| 7.0          |               |                            | 10. června 2013    |
| 8.0          |               |                            | 2014               |
| 9.0          |               | 10.10                      | 30. září 2015      |

(Podrobnější přehled verzí naleznete na anglické verzi Wikipedie.)